# Geheimtür

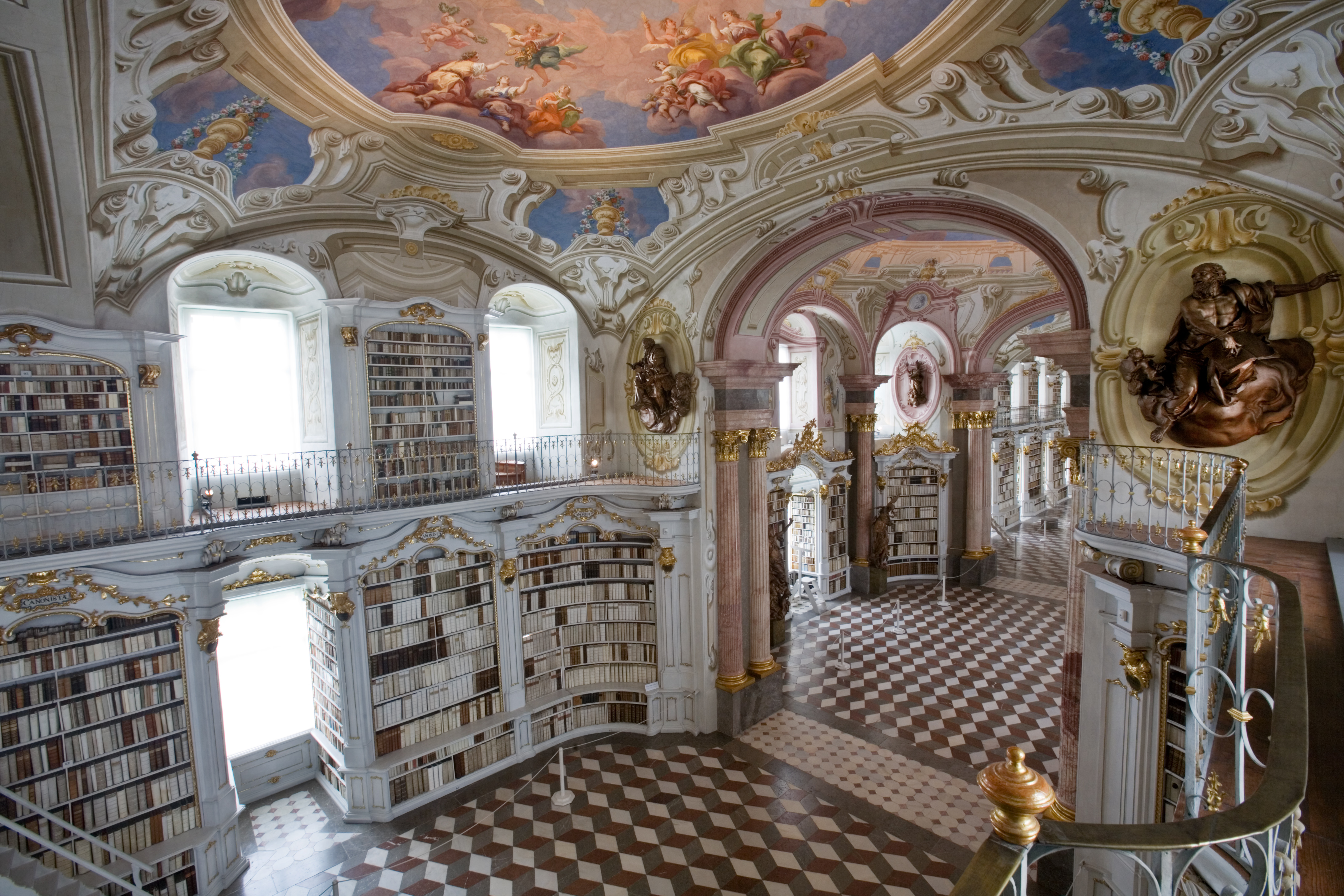
Die geschlossene Geheimtür in der Stiftsbibliothek Admont im Buchregal „Canonista“ (im Bild das 3. Regal von links im Erdgeschoss) ist nur durch einen Lichtschein erkennbar und verbirgt eine Treppe, die zur Empore führt.

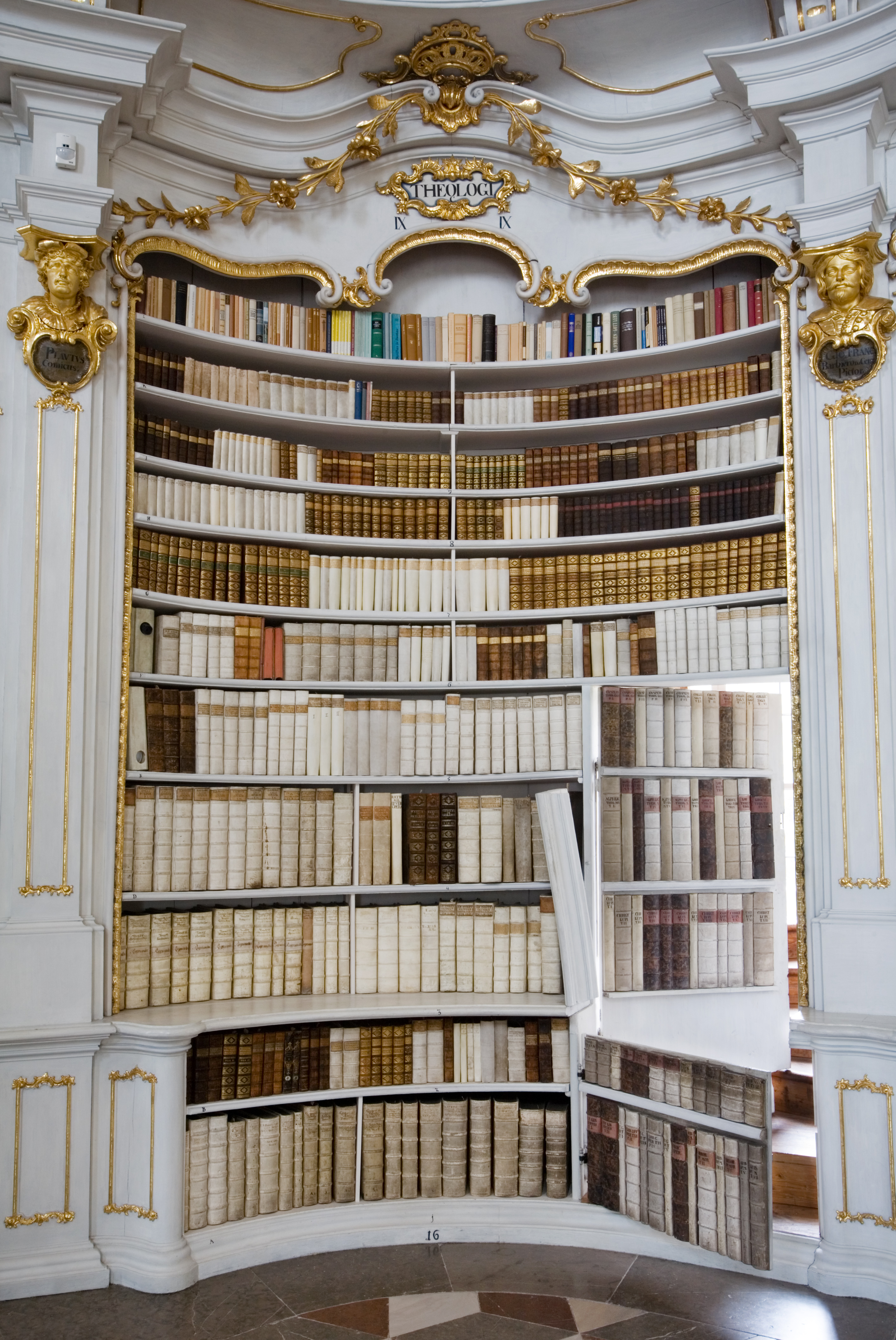
Die geöffnete Geheimtür in der Stiftsbibliothek Admont im Buchregal „Theologie“.

Eine Geheimtür ist ein verborgener und nicht sofort als Tür erkennbarer Wanddurchgang, der nur einem kleinen Kreis „eingeweihter“ Personen bekannt ist. In der Weiterführung kann eine Geheimtür einen Geheimgang haben, sie kann zu Labyrinthen, zu verborgenen Räumen (Geheimräumen oder Panikraum) führen, sie kann als Flucht- oder Rettungsmöglichkeit (z. B. Priesterloch) gedacht sein.

## Aufgabe
Je nach Zweck öffnet die Geheimtür einen geheimen Eingang, einen geheimen Ausgang oder einen geheimen Durchgang. Schon lange bevor es Tresore gab, waren Geheimtüren eine Möglichkeit, Wertvolles zu schützen und vor unberechtigtem Zugriff zu verbergen. In einem ägyptischen Grab in Sakkara wurde hinter einem Regal eine Geheimtür zu einem 2.500 Jahre alten Grab mit drei Mumien gefunden.

## Bauweise

### Größe
Die Größe einer Geheimtür kann von Toren bis zu kleinsten Türchen z. B. in Sekretären oder anderen Möbelstücken reichen. Bei Möbelstücken spricht man meist von Geheimfach. 

### Beschaffenheit
Insbesondere bei Wandverkleidungen, wie Täfelung oder Tapeten, bieten sich ideale Voraussetzungen für Geheimtüren. In vielen Fällen werden Einrichtungsgegenstände dazu benutzt, die Geheimtür zu tarnen. Dabei kommen Wandteppiche, Regale oder Kleiderschränke zum Einsatz. 
Falltüren, die im Fußboden eingelassen sind, werden durch geschicktes Einarbeiten in den Fußbodenbelag bzw. durch einfaches Tarnen z. B. mit einem Teppich zu einer Geheimtür.

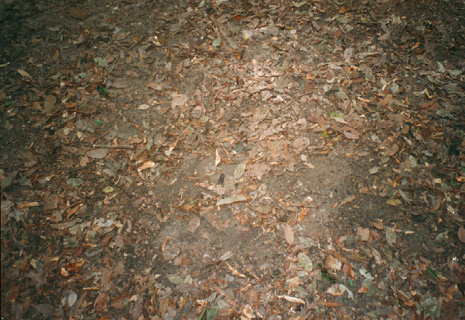
Getarnte Falltür der Vietkong
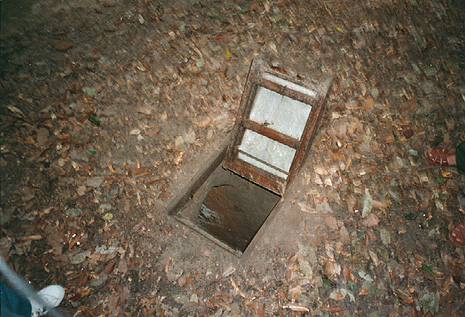
Geöffnete Falltür der Vietkong
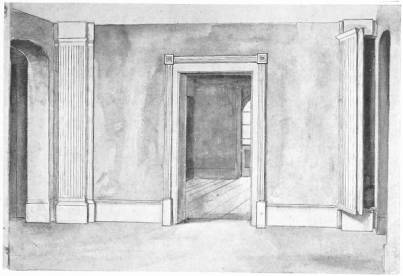
Im rechten Pilaster gibt es eine Geheimtür zu einem Priesterloch (Partingdale House, Middlesex)

### Verschlussmechanismus
Eine Geheimtür besitzt normalerweise keine Türklinke und wird durch einen nicht als solchen von außen erkennbaren Mechanismus verschlossen. Dabei können Hebel, Gestänge, Seilzüge, Gegengewichte, Motoren, Fernsteuerungen und mehr zum Einsatz kommen. Eine Geheimtür kann aber auch mit einem Türschloss und Schlüssel verriegelt sein, wobei das Schlüsselloch versteckt angebracht sein kann.

## Beispiele
- Im Schloss Eutin gibt es eine geheime Tapetentür, die das Gemach des Herzogs durch den Turm an der Südseite mit den Zimmern der Herzogin verbindet.[6]

- Im Schloss Karlsberg ließ der Herzog sein Zimmer durch eine Geheimtreppe mit dem Gemach seiner Mätresse verbinden. Dazu ließ der Architekt einen Wandschrank mit der Aufschrift „Aktenschrank“ anfertigen, der vorgeblich Staatspapiere enthielt und stets verschlossen blieb. Darin befand sich eine Schiebetür, die sich leicht heben ließ, und eine Treppe, die der Mauer entlang in einen zweiten Wandschrank im Gemach der Mätresse führte, der ebenfalls stets verschlossen blieb.[7]

- Im Gutshof Suuremõisa in Estland gibt es eine doppelte Zwischendecke, in die Räume eingebaut wurden. Diese konnte der Gutsherr durch eine Geheimtür in einem Schrank betreten.[8]

- Im Schloss Kynžvart befindet sich in der Richardsbibliothek eine Geheimtür.[9] Auch in der Bibliothek des Dalhousie Castle, im Belvoir Castle[10] und im Osterley Park[11] gibt es bekannte Geheimtüren in den Bücherregalen.

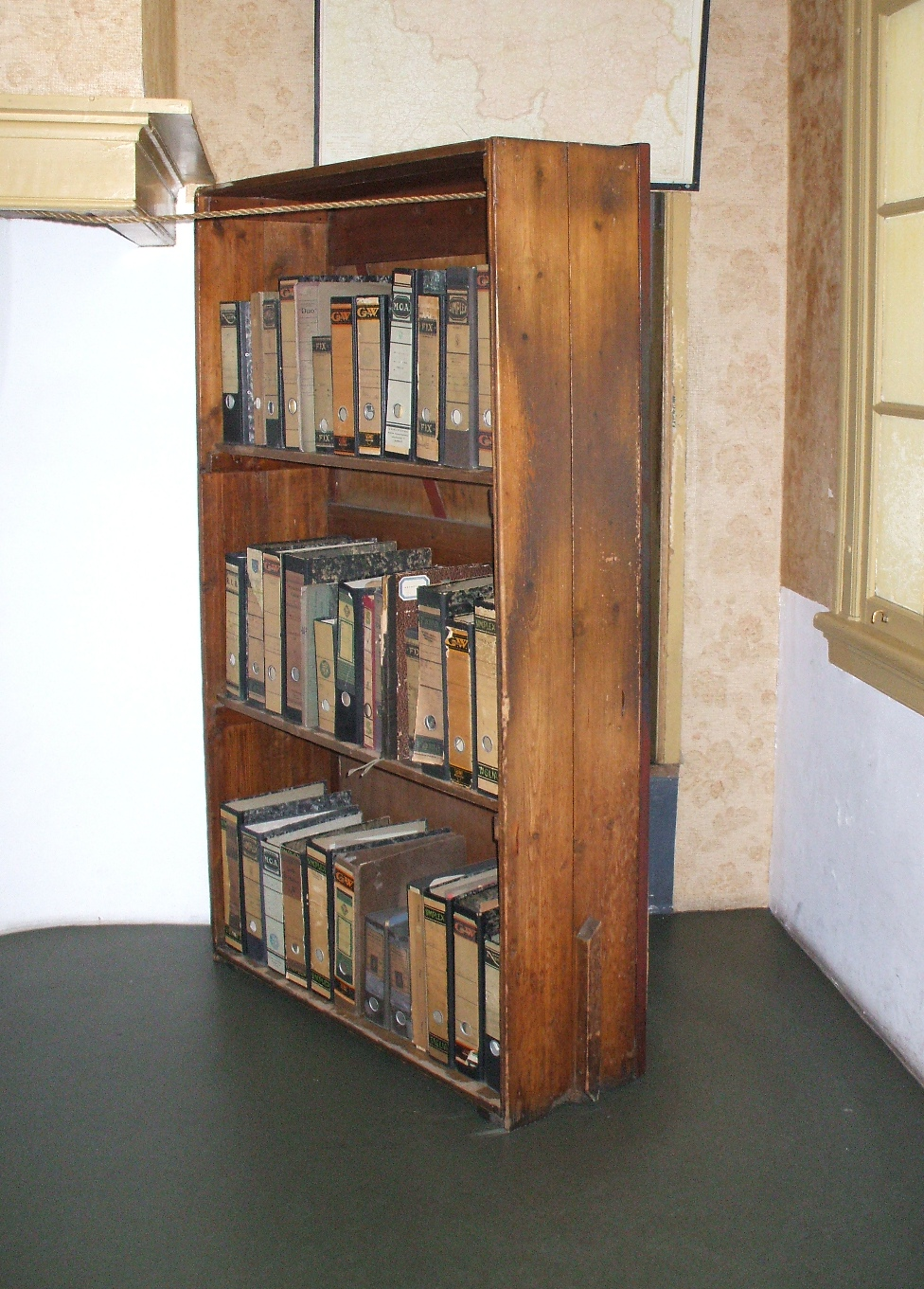
Das rekonstruierte Bücherregal, das die Geheimtür zum Versteck von Anne Frank im Hinterhaus verbarg

- Im heutigen Anne-Frank-Haus in Amsterdam versteckte sich die Familie von Anne Frank vom 6. Juli 1942 bis 4. August 1944, verborgen hinter einer Geheimtür, die durch ein Bücherregal verborgen wurde.

- Josef Fritzl hielt hinter einer Geheimtür in einem Verlies Familienangehörige versteckt und gefangen. Ebenso sind bei Marc Dutroux und anderen Entführungen Geheimtüren zum Einsatz gekommen, um die Opfer zu verstecken.

## Populärkultur

### Computerspiele
In vielen PC-Spielen (Abenteuer- und Fantasyspiele) ist der Spielverlauf nur durch eine Geheimtür weiterzuführen, die gefunden und geöffnet werden muss. Beispielsweise ist in dem Spielverlauf von Legend of Grimrock an vielen Stellen eine Geheimtür entscheidend. In Maniac Mansion, einem der ersten Point-and-Click-Adventures, waren zwei Personen zum Öffnen der Geheimtür nötig. Einer musste den Hebel am Treppengeländer gedrückt halten, während ein anderer durch die offene Geheimtür gehen konnte.

### Filme
In Agenten- und Abenteuerfilmen drehen sich außer Türen beispielsweise auch Kamin-Rückwände, oder an einer Schrankrückwand wurden Türen angebracht, die sich öffnen und Waffenverstecke oder Ausgänge freigeben.
- Mr. & Mrs. Smith (2005) mit Angelina Jolie und Brad Pitt (Waffenversteck in der Garage/Küche)
- Résiste – Aufstand der Praktikanten, Tills Büro ist nur über eine Geheimtür und eine Rutsche zugänglich
- Catweazle (Fernsehserie, 1970–1971) mit Geoffrey Bayldon (Zeitreise)